# Relaciones Antigua y Barbuda-Venezuela
Las relaciones Antigua y Barbuda-Venezuela se refieren a las relaciones internacionales que existen entre Antigua y Barbuda y Venezuela.

## Historia
En junio de 2009 Antigua y Barbuda se volvió formalmente un miembro de la organización regional Alianza Bolivariana para América (ALBA) y la alianza petrolera Petrocaribe. El mismo año Antigua y Barbuda recibió $50 millones de dólares de Venezuela. Después de que los bancos del empresario estadounidense Allen Stanford quebraran, Chávez volvió a enviar ayuda financiera  Antigua y Barbuda, que era dependiente de las inversiones Stanford.
El primer ministro de Antigua y Barbuda, Gaston Browne, expresó su apoyo a Nicolás Maduro después de las elecciones presidenciales de Venezuela de 2018, declarando que Maduro fue elegido democráticamente. El 5 de junio Antigua y Barbuda se abstuvo en una resolución de la Organización de Estados Americanos (OEA) aprobada en la cuarta sesión plenaria de la 48° Asamblea General en la cual se desconocían los resultados de las elecciones donde se proclamó como ganador a Maduro.
Antigua y Barbuda volvió a abstenerse el 10 de enero de 2019 en una resolución del Consejo Permanente de la OEA en la que se desconocía la legitimidad del nuevo periodo presidencial de Maduro.